# Latinska slovnica
Čeprav je latinščina uradni jezik države Vatikan, se prišteva med izumrle jezike. Kljub temu se še aktivno študira, posebno v izobraženih krogih. V nekaterih državah se tudi poučuje in v nekaterih šolah je celo obvezen predmet. Glavni vzrok je latinska slovnica, ki je toliko obširna in razčlenjena, da služi kot osnova za študij in razumevanje vseh indoevropskih jezikov. 

## Abeceda
Latinska abeceda je vsebovala sledeče črke: A B C D E F G H I (J) K L M N O P Q R S T (U) V X Y Z in ni poznala malih črk, ki so bile sprejete šele v devetem stoletju. Takrat je bila prvič uporabljena črka u, a samo kot mala verzija črke V, Pozneje sta se razvili dve samostojni črki, V,v kot soglasnik in U,u kot samoglasnik. Črka J, ki so jo uvedli v zgodnjem srednjem veku, bi morala nadomestiti soglasniški I med dvema samoglasnikoma, a se njena raba ni popolnoma uveljavila, zato je v poznejših spisih marsikje ostal i tudi med samoglasnikoma.
Način izgovarjanja teh črk, se pravi glasovi, so se v teku stoletij spreminjali, predvsem sičniki, ki so podlegli postopku rotacizma, zaradi česar se je s spreminjal v r. Zanimivo je zapisovanje glasu /k/, in sicer pred E in I kot C, pred A, O in soglasniki kot K, pred V kot Q. S časom je C nadomestila K in po sprejetju črke u je Q ostala samo pred ujevskim diftongom. Razen tega je sprva C služila tudi za zapis glasu /g/, ki je naknadno dobil samostojno črko g.
Omembe vredno je, da se je zgodnja latinščina zapisovala v bustrofedonu. Po grškem zgledu so se besede zapisovale brez presledka med eno in drugo, ali jih je včasih ločevala pika na sredi.

## Samostalnik
Samostalniki se predstavijo z navedkom prvega sklona, obrazila drugega sklona in spola, na primer: rosa, -ae, f.
Pri samostalnikih določamo, kakor v slovenščini, spol, število, sklon in sklanjatev.
Spol je moški, ženski in srednji. Mesta, drevesa in plovila so vedno ženskega spola, ker so tega spola besede urbs (mesto), arbor (drevo) in navis (ladja).
Število je ednina ali množina.
Sklonov je šest, in sicer: imenovalnik ali nominativ, rodilnik ali genitiv, dajalnik ali dativ, tožilnik ali akuzativ, zvalnik ali vokativ in ločilnik ali ablativ. Uporabljajo se zelo podobno kot v slovenščini, razen zvalnika, ki ga slovenščina ne pozna. Razlika je tudi v rodilniku, ki ga mi uporabljamo pri nikalnih oblikah stavka, kjer predmet v tožilniku postane predmet v rodilniku: tega v latinščini ni. Kakor v slovenščini, se šesti sklon uporablja samo s predlogi; Latincem se je to zdelo tako samo po sebi umevno, da so velikokrat celo izpuščali predlog in je že sama raba tega sklona izražala pomen. Na primer: campo maneo pomeni na polju ostanem (mestni ablativ ali lokativ) ter igni deleo pomeni z ognjem uničim (orodni ablativ ali instrumental).
Pri sklanjanju samostalnikov srednjega spola je akuzativ in vokativ vedno enak nominativu in množinsko obrazilo je -a (ali -ia) pri vseh sklanjatvah.
Sklanjatev je pet. Prva, druga in peta obravnavajo besede po obrazilu v ablativu ednine, tretja in četrta jemljeta v poštev genitiv ednine.

### Sklanjatev ali deklinacija
Sklanjatev latinskih samostalnikov obsega sledeče skupine:
1. Prva sklanjatev ali -a deklinacija: Samostalniki ženskega in moškega spola na -a
2. Druga sklanjatev ali -o deklinacija: Samostalniki z ablativom na -o
2.1. Samostalniki moškega in ženskega spola na -us
2.2. Samostalniki srednjega spola na -um
2.3. Samostalniki moškega spola brez obrazila, osnova na -er ali -ir
3. Tretja ali mešana sklanjatev: Samostalniki z genitivom na -is
3.1. Samostalniki vseh spolov, ki pri sklanjanju podaljšajo besedo za en zlog in imajo pred obrazilom samo en soglasnik
3.2. Samostalniki vseh spolov, ki imajo isto število zlogov v vseh sklonih, in samostalniki z različnim številom zlogov, a z dvema soglasnikoma pred obrazilom v genitivu
3.3. Samostalniki samo srednjega spola, ki se končujejo na -al, -ar, -e
4. Četrta sklanjatev ali -u deklinacija: Samostalniki z genitivom na -us
4.1. Nominativ na -us
4.2. Nominativ na -u
5. Peta sklanjatev ali -e deklinacija: Samostalniki na -es

#### Prva sklanjatev ali -a deklinacija
Samostalniki ženskega in moškega spola na -a
|           | rosa, –ae, f roža, vrtnica | rosa, –ae, f roža, vrtnica | rosa, –ae, f roža, vrtnica | rosa, –ae, f roža, vrtnica |
| ednina    | ednina                     | množina                    | množina                    |                            |
| --------- | -------------------------- | -------------------------- | -------------------------- | -------------------------- |
| Nominativ | rosa                       | –a                         | rosae                      | –ae                        |
| Genitiv   | rosae                      | –ae                        | rosarum                    | –arum                      |
| Dativ     | rosae                      | –ae                        | rosis                      | –is                        |
| Akuzativ  | rosam                      | –am                        | rosas                      | –as                        |
| Vokativ   | rosa                       | –a                         | rosae                      | –ae                        |
| Ablativ   | rosa                       | –a                         | rosis                      | –is                        |

#### Druga sklanjatev ali -o deklinacija
Samostalniki z ablativom na -o
2.1 Samostalniki moškega in ženskega spola na -us
|           | servus, –i, m suženj | servus, –i, m suženj | servus, –i, m suženj | servus, –i, m suženj |
| ednina    | ednina               | množina              | množina              |                      |
| --------- | -------------------- | -------------------- | -------------------- | -------------------- |
| Nominativ | servus               | –us                  | servi                | –i                   |
| Genitiv   | servi                | –i                   | servorum             | –orum                |
| Dativ     | servo                | –o                   | servis               | –is                  |
| Akuzativ  | servum               | –um                  | servos               | –os                  |
| Vokativ   | serve                | –e                   | servi                | –i                   |
| Ablativ   | servo                | –o                   | servis               | –is                  |

2.2 Samostalniki srednjega spola na -um
|           | donum, –i, n darilo | donum, –i, n darilo | donum, –i, n darilo | donum, –i, n darilo |
| ednina    | ednina              | množina             | množina             |                     |
| --------- | ------------------- | ------------------- | ------------------- | ------------------- |
| Nominativ | donum               | –um                 | dona                | –a                  |
| Genitiv   | doni                | –i                  | donorum             | –orum               |
| Dativ     | dono                | –o                  | donis               | –is                 |
| Akuzativ  | donum               | –um                 | dona                | –a                  |
| Vokativ   | donum               | –um                 | dona                | –a                  |
| Ablativ   | dono                | –o                  | donis               | –is                 |

2.3 Samostalniki moškega spola brez obrazila, osnova na -er ali -ir
|           | puer, –i, m deček | puer, –i, m deček | puer, –i, m deček | puer, –i, m deček |
| ednina    | ednina            | množina           | množina           |                   |
| --------- | ----------------- | ----------------- | ----------------- | ----------------- |
| Nominativ | puer              | ––                | pueri             | –i                |
| Genitiv   | pueri             | –i                | puerorum          | –orum             |
| Dativ     | puero             | –o                | pueris            | –is               |
| Akuzativ  | puerum            | –um               | pueros            | –os               |
| Vokativ   | puer              | –-                | pueri             | –i                |
| Ablativ   | puero             | –o                | pueris            | –is               |

Opomba. Primer puer se navadno podaja za lažjo primerjavo obrazil s prejšnjima primeroma (servus in donum), a ni popolnoma merodajen. Samostalnikom te skupine med sklanjanjem namreč odpade iz osnove zadnji "e", na primer liber (knjiga, lik), kjer je osnova prvega in petega sklona ednine kar liber, ima v vseh ostalih sklonih okrnjeno osnovo libr-, torej: liber, libri, libro. librum, liber, libro, libri, librorum, libris, libros, libri, libris. Pravilo se pri besedi puer ne upošteva, ker gre (po latinskih pojmih) za enozložnico, kjer je skupina "ue" nerazdružna.

#### Tretja  ali mešana sklanjatev
Samostalniki z genitivom na -is
Sem spada večina vseh samostalnikov latinskega jezika, zato je skupina precej razčlenjena in ima tudi veliko posebnosti ter izjem. Sledijo samo osnovna pravila.
3.1 - Samostalniki vseh spolov, ki pri sklanjanju podaljšajo besedo za en zlog in imajo pred obrazilom samo en soglasnik. Primer rex, regis (en zlog v prvem sklonu, dva v drugem. Pred obrazilom -is je en sam soglasnik, -g-.)
|           | rex, reg-is, m kralj | rex, reg-is, m kralj | rex, reg-is, m kralj | rex, reg-is, m kralj |
| ednina    | ednina               | množina              | množina              |                      |
| --------- | -------------------- | -------------------- | -------------------- | -------------------- |
| Nominativ | rex                  | –                    | reges                | –es                  |
| Genitiv   | regis                | –is                  | regum                | –um                  |
| Dativ     | regi                 | –i                   | regibus              | –ibus                |
| Akuzativ  | regem                | –em                  | reges                | –es                  |
| Vokativ   | rex                  | –                    | reges                | –es                  |
| Ablativ   | rege                 | –e                   | regibus              | –ibus                |

3.2 - Samostalniki vseh spolov, ki imajo isto število zlogov v vseh sklonih (primer navis, navis), in samostalniki z različnim številom zlogov, a z dvema soglasnikoma pred obrazilom v genitivu (primer mons, montis, kjer sta pred obrazilom -is dva soglasnika, -nt-). Glavna razlika glede na prvo skupino je v genitivu plurala, ki ima obrazilo -ium namesto -um.
|           | navis, –is, f ladja | navis, –is, f ladja | navis, –is, f ladja | navis, –is, f ladja |
| ednina    | ednina              | množina             | množina             |                     |
| --------- | ------------------- | ------------------- | ------------------- | ------------------- |
| Nominativ | navis               | –is                 | naves               | –es                 |
| Genitiv   | navis               | –is                 | navium              | –ium                |
| Dativ     | navi                | –i                  | navibus             | –ibus               |
| Akuzativ  | navem               | –em                 | naves               | –es                 |
| Vokativ   | navis               | –is                 | naves               | –es                 |
| Ablativ   | nave                | –e                  | navibus             | –ibus               |

|           | mons, –is, m gora | mons, –is, m gora | mons, –is, m gora | mons, –is, m gora |
| ednina    | ednina            | množina           | množina           |                   |
| --------- | ----------------- | ----------------- | ----------------- | ----------------- |
| Nominativ | mons              | –                 | montes            | –es               |
| Genitiv   | montis            | –is               | montium           | –ium              |
| Dativ     | monti             | –i                | montibus          | –ibus             |
| Akuzativ  | montem            | –em               | montes            | –es               |
| Vokativ   | mons              | –                 | montes            | –es               |
| Ablativ   | monte             | –e                | montibus          | –ibus             |

3.3 - Samostalniki samo srednjega spola, ki se končujejo na -al, -ar, -e (primeri animal, animalis; calcar, calcaris; mare, maris). Za razliko od prejšnjih skupin, je obrazilo v ablativu singularja -i (namesto -e) in v genitivu plurala -ium (namesto -um). Prav tako je obrazilo za prvi, četrti in peti sklon plurala -ia (namesto -a).
|           | animal, –is, n žival | animal, –is, n žival | animal, –is, n žival | animal, –is, n žival |
| ednina    | ednina               | množina              | množina              |                      |
| --------- | -------------------- | -------------------- | -------------------- | -------------------- |
| Nominativ | animal               | –                    | animalia             | –ia                  |
| Genitiv   | animalis             | –is                  | animalium            | –ium                 |
| Dativ     | animali              | –i                   | animalibus           | –ibus                |
| Akuzativ  | animal               | –                    | animalia             | –ia                  |
| Vokativ   | animal               | –                    | animalia             | –ia                  |
| Ablativ   | animali              | –i                   | animalibus           | –ibus                |

#### Četrta sklanjatev ali -u deklinacija
Samostalniki z genitivom na -us
1. Nominativ na -us
|           | manus, –us, f roka | manus, –us, f roka | manus, –us, f roka | manus, –us, f roka |
| ednina    | ednina             | množina            | množina            |                    |
| --------- | ------------------ | ------------------ | ------------------ | ------------------ |
| Nominativ | manus              | –us                | manus              | –us                |
| Genitiv   | manus              | –us                | manuum             | –uum               |
| Dativ     | manui              | –ui                | manibus            | –ibus              |
| Akuzativ  | manum              | –um                | manus              | –us                |
| Vokativ   | manus              | –us                | manus              | –us                |
| Ablativ   | manu               | –u                 | manibus            | –ibus              |

2. Nominativ na -u
|           | cornu, –us, n rog | cornu, –us, n rog | cornu, –us, n rog | cornu, –us, n rog |
| ednina    | ednina            | množina           | množina           |                   |
| --------- | ----------------- | ----------------- | ----------------- | ----------------- |
| Nominativ | cornu             | –u                | cornua            | –ua               |
| Genitiv   | cornus            | –us               | cornuum           | –uum              |
| Dativ     | cornu             | –u                | cornibus          | –ibus             |
| Akuzativ  | cornu             | –u                | cornua            | –ua               |
| Vokativ   | cornu             | –u                | cornua            | –ua               |
| Ablativ   | cornu             | –u                | cornibus          | –ibus             |

#### Peta sklanjatev ali -e deklinacija
Samostalniki na -es
|           | dies, –ei, m dan | dies, –ei, m dan | dies, –ei, m dan | dies, –ei, m dan |
| ednina    | ednina           | množina          | množina          |                  |
| --------- | ---------------- | ---------------- | ---------------- | ---------------- |
| Nominativ | dies             | –es              | dies             | –es              |
| Genitiv   | diei             | –ei              | dierum           | –erum            |
| Dativ     | diei             | –ei              | diebus           | –ebus            |
| Akuzativ  | diem             | –em              | dies             | –es              |
| Vokativ   | dies             | –es              | dies             | –es              |
| Ablativ   | die              | –e               | diebus           | –ebus            |

## Glagol
Glagoli se predstavijo v sledeči obliki: prva oseba ednine sedanjika, druga oseba ednine sedanjika, nedoločnik, prva oseba ednine perfekta, supin. Primer: laudo, laudas, laudare, laudavi, laudatum - ali krajše laud-o, -as, -are, -avi, -atum. Če gre za pravilni glagol, ki se sprega natančno po pravilih, ga zapišemo enostavno laudo 1 (torej normalno po prvi spregatvi) ali audio 4 (torej normalno po četrti spregatvi). Ker pa ima latinščina veliko nepravilnih glagolov, si je treba za vsakega od teh zapomniti vseh pet zgoraj navedenih oblik, na primer frango (zlomim) je treba zapisati tako: frango 3 fregi fractum, kar pomeni da se glagol sprega normalno po tretji spregatvi razen perfekta (ki bi po pravilih moral biti *frangivi) in supina (ki bi po pravilih moral biti *frangitum).
Glagolske oblike so sestavljene in nesestavljene. Nesestavljene sestojijo iz ene besede: laudo hvalim. Sestavljene pa sestojijo iz več besed, navadno iz deležnika in pomožnika esse biti: laudatus sum pohvaljen sem bil. Sestavljene so:

· pasiv perfekta, pluskvamperfekta in futura II.;

· oba nedoločnika (aktivni in pasivni) futura in pasivni nedoločnik perfekta;

· opisna sprega (coniugatio periphrastica), aktivna in pasivna.
Glagolske oblike, katerim lahko določimo osebo, imenujemo osebne ali določne glagolske oblike (verbum finitum), druge pa neosebne ali nedoločne (verbum infinitum). Pri osebnih ali določnih glagolskih oblikah razlikujemo:

· osebo (persona): prva, druga, tretja;

· število (numerus): ednina (singular) in množina (plural), ki se rabi tudi za slovensko dvojino;

· čas (tempus);

· naklon (modus);

· način (genus).

Latinščina ne pozna glagolskega vida. Medtem ko slovenščina izraža dovršnost glagola z različnimi izrazi, latinščina uporablja v ta namen glagolske čase. Na primer, v slovenščini poznamo izraz "hvaliti" kot nedovršni glagol in za dovršne oblike uporabljamo druge izraze, recimo "pohvaliti". Zato slovenščini ni potreben več kot en sam preteklik in en prihodnjik, latinščina pa, ki pozna samo izraz laudare, potrebuje tri preteklike, enega za nedovršno obliko (laudabam - sem hvalil) in dva za dovršno obliko (laudavi - sem pohvalil in laudaveram - sem pohvalil prej). Časi latinskega glagola se torej delijo na perfektne in imperfektne. Perfektni časi odgovarjajo našim dovršnikom in so perfekt, pluskvamperfekt in futur drugi, ki povedo, da se je dejanje izvršilo, da se je izvršilo pred drugim, da se bo izvršilo pred drugim.

### Osebne glagolske oblike
Določanje osebe in števila  je kot v slovenščini. Pri uporabi in določanju časa, naklona in načina veljajo nekoliko drugačna pravila.
Latinščina pozna šest časov:

· sedanji čas ali sedanjik (praesens, prezent): laudo hvalim;

· nedovršni pretekli čas ali nedovršni preteklik (imperfectum, imperfekt): laudabam hvalil sem;

· dovršni pretekli čas ali dovršni preteklik (perfectum, perfekt): laudavi pohvalil sem;

· predpretekli čas ali predpreteklik (plusquamperfectum, pluskvamperfekt): laudaveram pohvalil sem (prej);

· prihodnji čas ali prihodnjik (futurum I., futur I.): laudabo hvalil bom;

· predprihodnji čas ali prejšnji prihodnjik (futurum exactum, futur II.): laudavero pohvalil bom, pohvalil bom (prej). 

Predpreteklik in predprihodnjik se štejeta za dovršni (perfektni) obliki, a prideta v poštev tudi pri ponavljajočem (torej nedovršnem) dogajanju, ki velja za zaključeno dejanje. Primer: Dve leti sem zidal (bom zidal) hišo, nato sem se vselil (se bom vselil). Zidanje, sicer skupek ponavljajočih dejanj, je mišljeno kot enkratni dovršeni dogodek.

Nakloni so trije:

· povedni (določni) naklon (indikativ): laudo hvalim;

· vezni naklon (konjuktiv): laudem da hvalim, naj hvalim;

· velelni naklon (imperativ): lauda hvali! 

In načina sta dva:

· tvorni (activum, aktiv): laudo hvalim;

· trpni (passivum, pasiv): laudor hvaljen sem (hvalim se), hvalijo me.

Posebej je treba opomniti na pomembnost trpnika (pasiva), ki ga v slovenščini neradi uporabljamo, medtem ko je v latinščini predpisan v vseh slučajih, ko je le mogoč. Nam zvenijo tuje tudi prevodi trpnika oziroma pomen raznih trpnih oblik, zato se pri prevajanju skušamo posluževati tvornika (aktiva). Na primer laudor pomeni "sem hvaljen", a  se raje prevede z "me hvalijo" ali "se hvalim" (odvisno od besedne zveze in pomena povedi). Vendar ne smemo pozabiti na pomembnost trpnika, ko prevajamo iz slovenščine v latinščino.

### Neosebne ali nedoločne glagolske oblike
Neosebne ali nedoločne glagolske oblike se delijo v samostalniške (substantivne) in pridevniške (adjektivne). Samostalniške so razne oblike nedoločnika in supin, pridevniške oblike so deležniki.  

Samostalniške neosebne oblike so:

a) nedoločnik (infinitivus, infinitiv): 

· infinitiv aktivnega sedanjega časa: laudare hvaliti;

· infinitiv pasivnega sedanjega časa: laudari hvaljen biti;

· infinitiv aktivnega preteklega časa: laudavisse hvaliti prej;

· infinitiv pasivnega preteklega časa: laudatum, -am, -um esse biti pohvaljen prej;

· infinitiv aktivnega prihodnjega časa: laudaturum, -am, -um esse hvaliti v bodočnosti;

· infinitiv pasivnega prihodnjega časa: laudatum iri biti (po)hvaljen v bodočnosti;

b) namenilnik (supinum, supin): laudatum hoteč hvaliti;

c) glagolnik (gerundium, gerundij): laudandi hvaljenja; uporablja se samo kot sklanjanje nedoločnika, ki je sledeče: laudare, laudandi, laudando, (ad) laudandum, -, laudando.

Pridevniške neosebne oblike so deležniki (participium, particip), in sicer 

· prezenta: laudans hvaleč = tisti, ki hvali;

· perfekta pasiva: laudatus 3 pohvaljen; 

· futura aktiva: laudaturus 3 hvaliti hoteč = tisti, ki namerava hvaliti; 

· futura pasiva ali gerundivum, gerundiv oziroma glagolski pridevnik: laudandus 3 tisti, ki mora biti hvaljen.

### Napredna raba glagolskih časov
Za razumevanje nekaterih latinskih tekstov je treba upoštevati tudi sledečo opredelitev časov in njihove razne interpretativne možnosti.
Časi latinskih glagolov se dele v dve skupini:

a) glavni časi (časi sedanjosti in prihodnosti):

prezent ali sedanjik;

perfectum praesens (logicum) ali pretekli čas s pomenom sedanjika;

futur I. in futur II. ter imperativ;

b) stranski časi (historični časi, časi preteklosti):

perfectum historicum (pripovedni perfekt) ali dovršno pretekli čas;

imperfekt ali nedovršno pretekli čas;

pluskvamperfekt ali predpretekli čas.

Prezent zaznamuje:

· dejanje, ki nastopi ali se razvija v sedanjosti (pravi sedanjik);

· dejanje, ki v sedanjosti traja in se ponavlja: ta (durativni) prezent se rabi pri opisovanju navad, običajev, razmer ipd.;

· nekaj, kar se vedno godi in velja tudi za sedanjost, izraža torej dejstva ne glede na čas (brezčasni ali ahronistični ali empirični [izkustveni] sedanjik). Rabi se v pregovorih.

· Sedanjik se rabi namesto preteklega časa v živahnem pripovedovanju preteklih dogodkov (praesens historicum, pripovedni sedanjik).

Perfekt zaznamuje:

· prezentni perfekt zaznamuje v sedanjosti dovršeno dejanje ali sedanje stanje kot posledico že v preteklosti dovršenega dejanja. Prezentni perfekt nekaterih glagolov stalno prevajamo s prezentom, ker mislimo predvsem na posledico preteklega dejanja v sedanjosti (npr. odi sovražim, memini spominjam se itd.)

· v pasivni obliki je perfekt sestavljen s pomožnim glagolom esse in trpnopreteklim deležnikom, ki ima v tem primeru veljavo pridevnika.

Imperfekt zaznamuje:

· nedovršeno preteklo dejanje, in sicer: dejanje, ki je v preteklosti trajalo ali se ponavljalo. Rabi se pri opisovanju navad, običajev, razmer, uredb, krajev itd.;

· izraža stransko dejanje (okoliščine), ki spremlja ali pojasnjuje preteklo glavno dejanje, to je: izraža preteklo dejanje (stanje), ki je trajalo, ko je nastopil drug dogodek, ki je razvoj imperfektovega dejanja ustavil ali zadržal. Imperfekt opisuje, perfekt pripoveduje (z njim dejanje poteka, napreduje).

Pluskvamperfekt zaznamuje:

· logični pluskvamperfekt zaznamuje v preteklosti že dovršeno dejanje ali preteklo stanje. Glagoli, ki imajo v perfektu pomen prezenta, imajo v pluskvamperfektu pomen imperfekta;

· historični pluskvamperfekt zaznamuje preteklo dejanje, ki se je dovršilo pred drugim preteklim dejanjem, zato stoji večinoma v odvisnih stavkih.

Futur I. zaznamuje:

·prihodnje dejanje ali stanje ne glede na drugo dejanje.

Futur II. zaznamuje:

· v prihodnosti že dovršeno dejanje ali stanje v prihodnosti (futurum II. logicum);

· dejanje, ki se bo dovršilo pred prihodnjim dejanjem, zato stoji večinoma v odvisnih stavkih (futurum exactum).

### Spregatev ali konjugacija
Pri glagolskih oblikah razlikujemo podstavo, pripono in obrazilo, primer laud-a-re. Ob spreganju ostane podstava nespremenjena, pripona določa spregatev, obrazila so standardna. Podstava plus pripona tvorita osnovo, na katero se dodajajo obrazila. Pri pravilnih glagolih razlikujemo dve osnovi, in sicer nedoločniško in perfektovo. Nedoločniška osnova je nedoločnik brez končnega -re. Primeri: laudare ima nedoločniško osnovo lauda, ki je sestavljena iz podstave laud in pripone a; monere ima nedoločniško osnovo mone, ki je sestavljena iz podstave mon in pripone e; legere ima nedoločniško osnovo lege, ki je sestavljena iz podstave leg in pripone e; audire ima nedoločniško osnovo audi, ki je sestavljena iz podstave aud in pripone i. - Perfektova osnova je nedoločniška osnova plus črka v, torej laudav in audiv. Ker je večinoma prav perfekt tista oblika, ki opredeli glagol kot nepravilni, dobimo perfektovo osnovo iz prve osebe ednine perfekta, če ji odvzamemo obrazilo -i. Primeri: od štirih glagolov, ki so spodaj spregani kot primeri, sta samo laudare in audire pravilna, ostala dva sta nepravilna, zato ju predstavimo tako: moneo 2, monui, monitum in lego 3, legi, lectum, iz česar sledi, da sta njuni perfektovi osnovi monu oziroma leg. - Pri povednem naklonu in tvornem načinu se nedoločniška osnova uporablja za sedanjik, preteklik in prihodnjik, perfektova osnova se uporablja za perfekt, pluskvamperfekt in futur drugi. Pri časih, ki slonijo na nedoločniški osnovi, se trpni način sprega (kot tvorni) z dodajanjem obrazil. Pri časih, ki slonijo na perfektovi osnovi, se trpni način sprega s preteklim deležnikom in pomožnim glagolom esse - biti: deležnik se vede kot pridevnik prve sklanjatve in esse se sprega  v sedanjiku za perfekt, v pretekliku za pluskvamperfekt in v prihodnjiku za futur drugi. Tako je pasiv perfekta laudatus, -a, -um sum, pasiv pluskvamperfekta laudatus, -a, -um eram in pasiv futura drugega laudatus, -a, -um ero. Deležnikova oblika se torej spreminja glede na spol in število. pomožni glagol se spreminja po spregatvi, primer: laudata est pomeni je bila pohvaljena in laudati sunt pomeni so bili pohvaljeni.
Latinščina razlikuje štiri spregatve, in sicer:
Prva spregatev ali -a konjugacija: Glagoli na -are: laudare (hvaliti)
Druga spregatev ali -e konjugacija: Glagoli na -ere: monere (svariti)
Tretja spregatev ali mešana konjugacija: Glagoli na ere: legere(izbrati)
Nekateri glagoli te skupine ohranijo povsod prepono -i- kakor glagoli četrte spregatve. Primer: capere (prijeti, ujeti) spada v tretjo spregatev, ker se končuje na -ere, a ga spregamo capio, capis, capit, capimus, capitis, capiunt, torej po četrti.
Četrta spregatev ali -i konjugacija: Glagoli na -ire: audire (slišati)

#### Indikativ prezenta - aktiv
(Povedni naklon, sedanjik, tvorni način)
| Prva spregatev | Druga spregatev | Tretja spregatev | Četrta spregatev |
| -------------- | --------------- | ---------------- | ---------------- |
| laud—o         | mon-e-o         | leg—o            | aud-ĭ-o          |
| laud-a-s       | mon-e-s         | leg-i-s          | aud-i-s          |
| laud-a-t       | mon-e-t         | leg-i-t          | aud-i-t          |
| laud-ā-mus     | mon-e-mus       | leg-ĭ-mus        | aud-ī-mus        |
| laud-ā-tis     | mon-e-tis       | leg-ĭ-tis        | aud-ī-tis        |
| laud-a-nt      | mon-e-nt        | leg-u-nt         | aud-iu-nt        |

#### Indikativ prezenta - pasiv
(Povedni naklon, sedanjik, trpni način)
| Prva spregatev | Druga spregatev | Tretja spregatev | Četrta spregatev |
| -------------- | --------------- | ---------------- | ---------------- |
| laud—or        | mon-ĕ-or        | leg—or           | aud-ĭ-or         |
| laud-ā-ris     | mon-ē-ris       | leg-ĕ-ris        | aud-ī-ris        |
| laud-ā-tur     | mon-ē-tur       | leg-ĭ-tur        | aud-ī-tur        |
| laud-ā-mur     | mon-ē-mur       | leg-ĭ-mur        | aud-ī-mur        |
| laud-a-mĭni    | mon-e-mĭni      | leg-i-mĭni       | aud-i-mĭni       |
| laud-ā-ntur    | mon-ē-ntur      | leg-ū-ntur       | aud-iū-ntur      |

#### Indikativ imperfekta - aktiv
(Povedni naklon, preteklik, tvorni način)
| Prva spregatev | Druga spregatev | Tretja spregatev | Četrta spregatev |
| -------------- | --------------- | ---------------- | ---------------- |
| laud-ā-bam     | mon-ē-bam       | leg-ē-bam        | aud-iē-bam       |
| laud-ā-bas     | mon-ē-bas       | leg-ē-bas        | aud-iē-bas       |
| laud-ā-bat     | mon-ē-bat       | leg-ē-bat        | aud-iē-bat       |
| laud-a-bāmus   | mon-e-bāmus     | leg-e-bāmus      | aud-ie-bāmus     |
| laud-a-bātis   | mon-e-bātis     | leg-e-bātis      | aud-ie-bātis     |
| laud-ā-bant    | mon-ē-bant      | leg-ē-bant       | aud-iē-bant      |

#### Indikativ imperfekta - pasiv
(Povedni naklon, preteklik, trpni način)
| Prva spregatev | Druga spregatev | Tretja spregatev | Četrta spregatev |
| -------------- | --------------- | ---------------- | ---------------- |
| laud-ā-bar     | mon-ē-bar       | leg-ē-bar        | aud-iē-bar       |
| laud-a-bāris   | mon-e-bāris     | leg-e-bāris      | aud-ie-bāris     |
| laud-a-bātur   | mon-e-bātur     | leg-e-bātur      | aud-ie-bātur     |
| laud-a-bāmur   | mon-e-bāmur     | leg-e-bāmur      | aud-ie-bāmur     |
| laud-a-bamĭni  | mon-e-bamĭni    | leg-e-bamĭni     | aud-ie-bamĭni    |
| laud-a-bāntur  | mon-e-bantur    | leg-e-bāntur     | aud-ie-bāntur    |

#### Indikativ futura - aktiv
(Povedni naklon, prihodnjik, tvorni način)
| Prva spregatev | Druga spregatev | Tretja spregatev | Četrta spregatev |
| -------------- | --------------- | ---------------- | ---------------- |
| laud-ā-bo      | mon-ē-bo        | leg-a-m          | aud-ĭ-am         |
| laud-ā-bis     | mon-ē-bis       | leg-e-s          | aud-ĭe-s         |
| laud-ā-bit     | mon-ē-bit       | leg-e-t          | aud-ĭe-t         |
| laud-a-bĭmus   | mon-e-bĭmus     | leg-ē-mus        | aud-ĭe-mus       |
| laud-a-bĭtis   | mon-e-bĭtis     | leg-ē-tis        | aud-iē-tis       |
| laud-ā-bunt    | mon-ē-bunt      | leg-e-nt         | aud-ĭe-nt        |

#### Indikativ futura - pasiv
(Povedni naklon, prihodnjik, trpni način)
| Prva spregatev | Druga spregatev | Tretja spregatev | Četrta spregatev |
| -------------- | --------------- | ---------------- | ---------------- |
| laud-ā-bor     | mon-ē-bor       | leg-a-r          | aud-ĭa-r         |
| laud-a-bĕris   | mon-e-bĕris     | leg-ē-ris        | aud-iē-ris       |
| laud-a-bĭtur   | mon-e-bĭtur     | leg-ē-tur        | aud-iē-tur       |
| laud-a-bĭmur   | mon-e-bĭmur     | leg-ē-mur        | aud-iē-mur       |
| laud-a-bimĭni  | mon-e-bimĭni    | leg-e-mĭni       | aud-ie-mĭni      |
| laud-a-būntur  | mon-e-būntur    | leg-ē-ntur       | aud-iē-ntur      |

#### Indikativ perfekta - aktiv
(Povedni naklon, dovršni preteklik, tvorni način)
| Prva spregatev | Druga spregatev | Tretja spregatev | Četrta spregatev |
| -------------- | --------------- | ---------------- | ---------------- |
| laudav-i       | monu-i          | leg-i            | audiv-i          |
| laudav-isti    | monu-isti       | leg-isti         | audiv-isti       |
| laudav-it      | monu-it         | leg-it           | audiv-it         |
| laudav-imus    | monu-imus       | leg-imus         | audiv-imus       |
| laudav-istis   | monu-istis      | leg-istis        | audiv-istis      |
| laudav-erunt   | monu-erunt      | leg-erunt        | audiv-erunt      |

#### Indikativ perfekta - pasiv
(Povedni naklon, dovršni preteklik, trpni način)
| Prva spregatev         | Druga spregatev       | Tretja spregatev     | Četrta spregatev      |
| ---------------------- | --------------------- | -------------------- | --------------------- |
| laudatus, -a, -um sum  | monitus, -a, -um sum  | lectus, -a, -um sum  | auditus, -a, -um sum  |
| laudatus, -a, -um es   | monitus, -a, -um es   | lectus, -a, -um es   | auditus, -a, -um es   |
| laudatus, -a, -um est  | monitus, -a, -um est  | lectus, -a, -um est  | auditus, -a, -um est  |
| laudati, -ae, -a sumus | moniti, -ae, -a sumus | lecti, -ae, -a sumus | auditi, -ae, -a sumus |
| laudati, -ae, -a estis | moniti, -ae, -a estis | lecti, -ae, -a estis | auditi, -ae, -a estis |
| laudati, -ae, -a sunt  | moniti, -ae, -a sunt  | lecti, -ae, -a sunt  | auditi, -ae, -a sunt  |

#### Indikativ pluskvamperfekta - aktiv
(Povedni naklon, dovršni predpreteklik, tvorni način)
| Prva spregatev | Druga spregatev | Tretja spregatev | Četrta spregatev |
| -------------- | --------------- | ---------------- | ---------------- |
| laudav-eram    | monu-eram       | leg-eram         | audiv-eram       |
| laudav-eras    | monu-eras       | leg-eras         | audiv-eras       |
| laudav-erat    | monu-erat       | leg-erat         | audiv-erat       |
| laudav-eramus  | monu-eramus     | leg-eramus       | audiv-eramus     |
| laudav-eratis  | monu-eratis     | leg-eratis       | audiv-eratis     |
| laudav-erant   | monu-erant      | leg-erant        | audiv-erant      |

#### Indikativ pluskvamperfekta - pasiv
(Povedni naklon, dovršni predpreteklik, trpni način)
| Prva spregatev          | Druga spregatev        | Tretja spregatev      | Četrta spregatev       |
| ----------------------- | ---------------------- | --------------------- | ---------------------- |
| laudatus, -a, -um eram  | monitus, -a, -um eram  | lectus, -a, -um eram  | auditus, -a, -um eram  |
| laudatus, -a, -um eras  | monitus, -a, -um eras  | lectus, -a, -um eras  | auditus, -a, -um eras  |
| laudatus, -a, -um erat  | monitus, -a, -um erat  | lectus, -a, -um erat  | auditus, -a, -um erat  |
| laudati, -ae, -a eramus | moniti, -ae, -a eramus | lecti, -ae, -a eramus | auditi, -ae, -a eramus |
| laudati, -ae, -a eratis | moniti, -ae, -a eratis | lecti, -ae, -a eratis | auditi, -ae, -a eratis |
| laudati, -ae, -a erant  | moniti, -ae, -a erant  | lecti, -ae, -a erant  | auditi, -ae, -a erant  |

#### Indikativ futura drugega  - aktiv
(Povedni naklon, dovršni predprihodnjik, tvorni način)
| Prva spregatev | Druga spregatev | Tretja spregatev | Četrta spregatev |
| -------------- | --------------- | ---------------- | ---------------- |
| laudav-ero     | monu-ero        | leg-ero          | audiv-ero        |
| laudav-eris    | monu-eris       | leg-eris         | audiv-eris       |
| laudav-erit    | monu-erit       | leg-erit         | audiv-erit       |
| laudav-erimus  | monu-erimus     | leg-erimus       | audiv-erimus     |
| laudav-eritis  | monu-eritis     | leg-eritis       | audiv-eritis     |
| laudav-erint   | monu-erint      | leg-erint        | audiv-erint      |

#### Indikativ futura drugega - pasiv
(Povedni naklon, dovršni predprihodnjik, trpni način)
| Prva spregatev          | Druga spregatev        | Tretja spregatev      | Četrta spregatev       |
| ----------------------- | ---------------------- | --------------------- | ---------------------- |
| laudatus, -a, -um ero   | monitus, -a, -um ero   | lectus, -a, -um ero   | auditus, -a, -um ero   |
| laudatus, -a, -um eris  | monitus, -a, -um eris  | lectus, -a, -um eris  | auditus, -a, -um eris  |
| laudatus, -a, -um erit  | monitus, -a, -um erit  | lectus, -a, -um erit  | auditus, -a, -um erit  |
| laudati, -ae, -a erimus | moniti, -ae, -a erimus | lecti, -ae, -a erimus | auditi, -ae, -a erimus |
| laudati, -ae, -a eritis | moniti, -ae, -a eritis | lecti, -ae, -a eritis | auditi, -ae, -a eritis |
| laudati, -ae, -a erunt  | moniti, -ae, -a erunt  | lecti, -ae, -a erunt  | auditi, -ae, -a erunt  |